# جهاد نکاح
جهاد نکاح یا جهاد جنسی (به عربی: جهاد النكاح) به عملی گفته می‌شود که در آن زنان طرفدار افراط‌گرایی جهادی به مناطق جنگی مانند سوریه سفر می‌کنند و داوطلبانه خود را به «ازدواج» با ستیزه‌جویان جهادی، اغلب به‌طور مکرر و در ازدواج‌های موقت، نقش‌های راحتی جنسی را برای کمک به تقویت روحیهٔ مبارزان ایفا می‌کنند.
تبلیغات برای نخستین بار در سال ۲۰۱۳ به وجود آمد، و صحت این عمل در سپتامبر ۲۰۱۳ پس از بیانیه عمومی وزیر کشور مسلمان تونس که آن را به‌عنوان یک موضوع مهم معرفی کرد، مورد بحث بیشتری شد. منتقدان ادعاهای «جهاد جنسی» را بی‌اساس و تبلیغات سیاسی رد کردند.

## تاریخچه
گفته می‌شود جهاد نکاح یک فتوای جهاد است که نخستین بار در سال ۲۰۱۳ و در جریان جنگ داخلی سوریه در فضای رسانه‌های مجازی و شبکه‌های اجتماعی وابسته به نظام سوریه در اینترنت منتشر شد. به گفتهٔ این رسانه‌ها، یک روحانی وهابی به نام محمد العریفی صادرکننده آن است. این رسانه‌ها در مورد متن فتوا گفته‌اند که این جهاد حلال است.
روحانی سعودی صدور چنین فتوایی را رد کرده‌است و گفته توییترش هک شده‌است ولی رسانه‌های طرف‌دار بشار اسد بدون توجه به تکذیب این نوع جهاد گفته‌اند که بر بخش‌هایی از جامعه تونس تأثیر گذاشته‌است. مبنای این گفته توییتی است که شیخ وهابی واقعی بودن آن را تکذیب کرده‌است و گفته که این صفحه هک شده‌است.
رسانه‌های ایران و وابسته به نظام سوریه گفته‌اند که در این جهاد از زنان و دختران خواسته شده تا نیازهای جنسی مجاهدان در سوریه را برآورده سازند. آن‌ها می‌توانند برای کمک به جهادگران در سوریه یا کسانی که علیه نظام بشار اسد قیام مسلحانه کرده‌اند به سوریه بروند و با ازدواج ساعتی با آن‌ها راه بهشت را برای خودشان هموار کنند که این خبر از طرف ارتش آزاد سوریه تکذیب شد و این کار را زنا توصیف کرد. رسانه‌های موافق نظام بشار اسد عنوان کرده‌اند که این جهاد با اقبال برخی افراد در کشورهای عربی به ویژه تونس روبرو است و ۱۳ یا ۱۶ دختر تونسی برای مشارکت در جهاد نکاح در سوریه حضور یافته‌اند.
در ادامه این رسانه‌ها می‌گویند که گروه جبهه النصره با صدور بیانیه‌ای رسمی گفته‌است که غادة عویس خبرنگار الجزیره به‌طور داوطلبانه خود را در اختیار جنگجویان قرار داده‌است و جهاد نکاح به‌جا آورده‌است. این در حالی است که به گزارش پایگاه اطلاع‌رسانی شبکه خبر ایران، به نقل از روزنامه مصری النهار، خبر از تجاوز به وی توسط یکی از فرماندهان جبهه النصره را منتشر کرده‌است. این خبر از طرف جبهه النصره رد شد و آن را محکوم و غیرانسانی اعلام کرد.
یک مبارز تونسی در فیلم منتشرشده در یوتیوب، در مصاحبه با شبکه تلویزیونی این کشور اعتراف کرد که ۱۳ دختر را دیده‌است که این دخترها در روز تیراندازی می‌کردند و در شب، جهاد نکاح انجام می‌دادند. او می‌گوید یک فردی از عربستان سعودی آن زنان را تعلیم می‌داده‌است.
گفته شد دختر ۱۵ ساله عربستانی به سوریه برای جهاد نکاح سفر و در آنجا ازدواج کرد.

## تکذیب‌ها

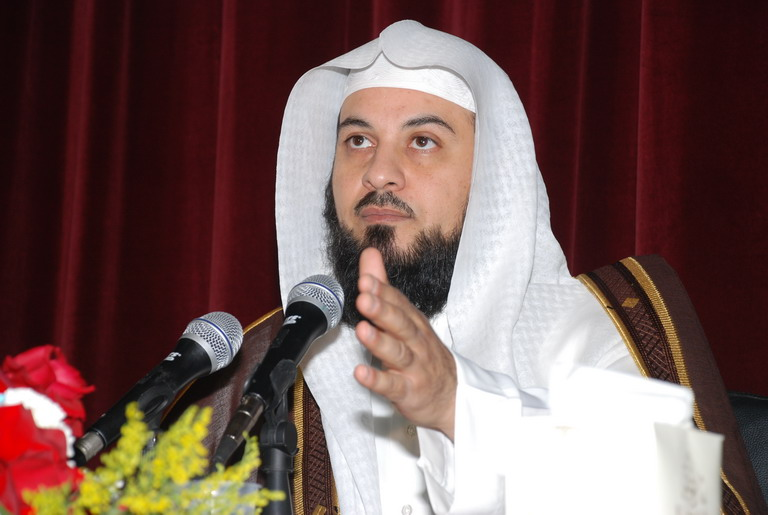
شیخ سعودی محمد عریفی که صادر کردن این فتوا را تکذیب کرد.

به گفتهٔ تکذیب‌کنندگان این فتوای مجهول‌الصادره در حاشیه‌های جنگ داخلی سوریه (۲۰۱۱-تا کنون) صادر شده که در آن زنان را به نوعی خاصی از جهاد تشویق می‌کند؛ یعنی سربازان مخالف نظام سوریه بعد از جهاد با این زنان معاشرت کنند تا برای جنگیدن در دفعهٔ بعد تشویق شوند. طبق گزارش روزنامهٔ لوموند این شایعه در اواخر سال ۲۰۱۲ میلادی توسط شبکهٔ الجدید وابسته به بشار اسد پخش شد و اندکی بعد نیز توسط شبکه‌های وابسته به نظام بشار اسد گسترش یافت و یک شایعهٔ دیگر نیز گفت که ۱۳ دختر تونسی به این جهاد لبیک گفته‌اند که واکنش‌های زیادی از طرف تجمع‌های مردمی را دربرداشت و نسبت دادن این فتوا به محمد عریفی را توهین به ارزش‌های مردم تونس که همواره بر احترام به حقوق زنان استوار است، دانست و وزیر امور دینی تونس انتشار این شایعه را محکوم کرد.
و گفته شد که شیخ سعودی محمد عریفی این فتوا را در بهار سال ۲۰۱۳ صادر کرده تا زنان تونسی به سوریه بروند و میل‌های جنسی را بر طرف سازند. در فتوای منسوب به عریفی، سن آن‌ها را بالاتر از ۱۴ سال و مسلام گفته‌است و باید با مخالفان بشار اسد معاشرت کنند. روزنامهٔ فرانسوی «لوموند» گفته‌است که «جهاد نکاح» که در مورد آن بحث می‌شود، وجود ندارد و صدا و سیمای سوریه این صفت را برای مبارزه با انقلابی‌ها کشف کرده‌است، همان‌گونه که قبل از این صفت رزمجوهای خارجی که می‌خواهند یک‌پارچگی سوریه را از بین ببرند اختراع کرده بود. این روزنامه دلیل اختراع این اصطلاح‌ها را برای توجیه استفادهٔ بشار اسد از فشار علیه تظاهرات کنندگان عنوان کرد.

### تکذیب از طرف العریفی
این فتوا که منسوب به عریفی بود سرانجام توسط خود عریفی تکذیب شد و گفت که این فتوا در حساب تویترش صادر نکرده‌است بلکه حساب تویترش هک شده بود. و با اینکه جعلی بودن تصویر منتسب به فتوای محمد العریفی در تویتر ثابت شده بود اما تعدادی از محققانی که روی اثبات جعلی بودن این فتوا کار می‌کردند مدرکی یافتند که در آن این فتوا از ۱۴۰ کاراکتر مجاز برای نوشتن توییت در تویتر تجاوز کرده‌است.
در سپتامبر ۲۰۱۳ وزیر داخلی تونس گفت که چند تونسی برای جهاد نکاح به سوریه سفر کرده‌اند ولی ارتش آزاد سوریه و جبههّ النصره گفته‌های وزیر تونس را رد کرده و آن را «جنگ تبلیغاتی» علیه خود خواندند و در ادامه گفتند که این گونه از نکاح «زنا است و جهاد نیست».

## پیامد جهاد نکاح
به گزارش پایگاه اطلاع‌رسانی شبکه خبر وابسته به ایران؛ این جهاد در سوریه نیز منجر به نتایج وحشتناکی علیه بانوان سوری شده‌است. در ادامه این شبکهٔ دولتی می‌افزاید که کمیسر عالی حقوق بشر سازمان ملل متحد نافی بیلاری گفته؛ این جهاد باعث وحشت دختران سوری شده‌است. این شبکهٔ دولتی بدون اینکه منبع خبر را بنویسد از طرف نافی بیلاری می‌گوید که وی دلیلش را نیز این‌گونه بیان کرده‌است که گروه‌های تروریستی گاهی هتک حرمتهای خود علیه بانوان را با نام جهاد نکاح انجام می‌دهند.
جهاد نکاح تا جایی پیش رفت که بر اثر درگیری دو فرمانده داعش در تکریت بر سر تصاحب یک زن داوطلب جهاد نکاح، یکی از آنان کشته و زن مزبور نیز به شدت زخمی شد.
مقامات ارشد سازمان اطلاعاتی مالزی از پیوستن تعدادی از زنان مالزیایی (که بین ۳۰ تا ۴۰ سال سن داشتند) به نیروهای داعش تحت عنوان جهاد نکاح خبر دادند.
لطفی بن جدو، وزیر کشور تونس اعلام کرد که برخی از زنان تونسی برای رفع نیازهای جنسی مخالفان مسلح به سوریه می‌روند.
سابینا سلیموویک و سامرا کسینویک دو دختر اتریشی هستند که در سوریه توسط اسلامگرایان حامله شده‌اند.
رسانه‌ها اعلام کردند گروه داعش زنانی را که مخالف جهاد نکاح هستند اعدام می‌کند. در همین زمینه در تاریخ ۱۲ مرداد ۱۳۹۴ اعلام شد که داعش ۱۹ زن را که با جهاد نکاح مخالفت کرده بودند را در موصل اعدام کرد.

## واکنش‌ها
- جهاد نکاح پدیدهٔ جدیدی است که تونسی‌ها با محکوم کردن آن و تحریم و باور نکردن، به آن واکنش نشان داده‌اند. آن‌ها ناخرسندی خود را از این پدیده پنهان نمی‌کنند.[۳۶]
- احزاب متعدد در تونس از جمله حزب ندای تونس که مخالف دولت است این پدیده را محکوم و آن را بخشی از سریال افت جایگاه زنان در تونس توصیف کردند.[۳۶]
- «شیخ عثمان بطیخ» مفتی کشور تونس اعزام دختران تونسی به سوریه برای عمل به فتوای به اصطلاح «جهاد نکاح» را فساد اخلاقی و زنا دانسته‌است.[۱۲][۳۷]
- سلما صرصوط نماینده مجلس مؤسسان تونس از جنبش النهضه گفت:[۳۶]

من باور نمی‌کنم که کسی از دختران ما برای جهاد نکاح راهی سوریه شده باشد.

## بررسی‌ها پیرامون صحت جهاد نکاح
سانا سعید، محقق مرکز مطالعات عرب، از دانشگاه مک‌گیل کانادا معتقد است که «شواهد قابل اعتنایی در دست نیست که چیزی به نام جهادالنکاح اصلاً موضوعی واقعی باشد».
روزنامه تونسی الشروق در روز ۲۲ سپتامبر مصاحبه‌هایی با تعدادی از دخترانی که از جهاد نکاح برگشته بودند، چاپ کرد. به گفتهٔ یکی از این دختران، که شرکت در این جهاد را به این خاطر پذیرفته بود که «با پولی که درمی‌آورد برای برادرش کاری دست و پا کند»، به این روزنامه گفته که «برخلاف شایعات موجود، هر دختری با دو یا حداکثر سه نفر در ارتباط است و من پس از بازگشت از سوریه متوجه شدم که برادرم سر کار رفته و مشکلات مالی خانواده‌ام نیز تا حدودی از بین رفته اما آن‌ها دیگر پذیرای من نیستند».
روزنامه فرانسوی لوموند هم گزارشی را در زمینهٔ جهاد نکاح منتشر کرده که در آن این نوع جهاد را به کل موضوعی دروغین دانسته و آن را ساخته و پرداخته دولت سوریه معرفی می‌کند.